# Henriette Roland Holst-van der Schalk
Henriette Roland Holst-van der Schalk (Noordwijk-Binnen, 24 december 1869 – Amsterdam, 21 november 1952) was een Nederlandse dichteres en socialiste. Haar roepnaam was Jet, en bij velen stond ze bekend als 'tante Jet'.
De dichter Adriaan Roland Holst (1888-1976) was een neef van haar echtgenoot.

## Jeugd
Henriette van der Schalk groeide op in woonhuis De Lindenhof in het welgestelde, liberaal-christelijke gezin van notaris Theodoor Willem van der Schalk en Anna Ida van der Schalk-van der Hoeven. Zij ging vier jaar op kostschool in Velp en studeerde Frans in Luik.
Het duurde niet lang voordat haar talent als dichteres tot ontwikkeling kwam. Ze trouwde in 1896 met de beeldend kunstenaar Richard Roland Holst (Rik) en raakte bevriend met de dichter Herman Gorter, die haar aanzette tot het lezen van Das Kapital van Karl Marx. In diezelfde tijd werd ze politiek actief en begon haar carrière als schrijfster op politiek, historisch en filosofisch gebied.

## Dichtwerk

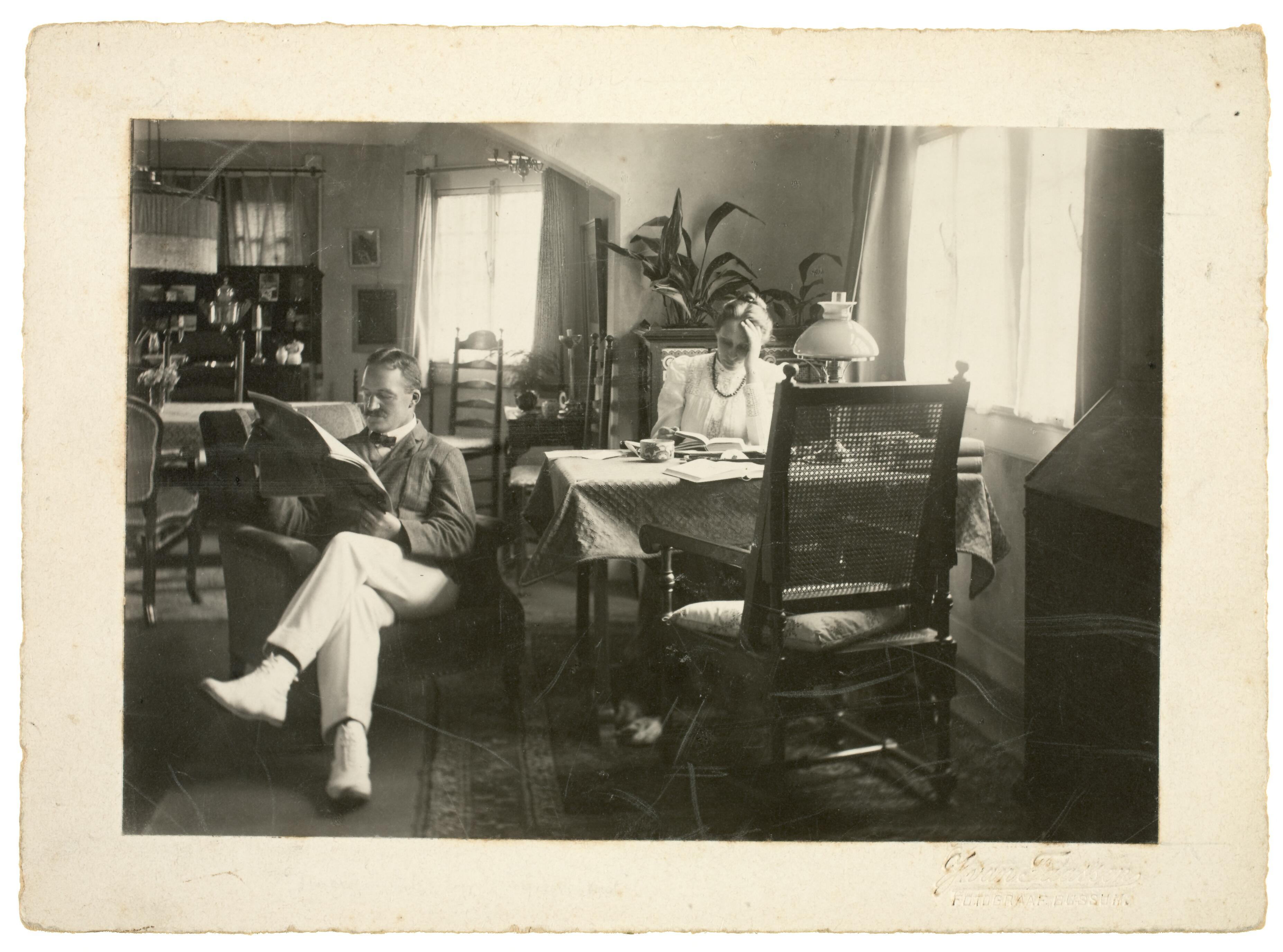
Rik en Henriette Roland Holst in 's-Graveland (ca. 1900)

Rond 1890 maakte Henriette Roland Holst kennis met Albert Verwey, die met Willem Kloos tot de voormannen van de Tachtigers en tot de oprichters van De Nieuwe Gids behoorde. In 1892 leerde ze de kunstschilder Jan Toorop kennen. Ze droeg aan Toorop en Verwey haar eerste sonnetten op: aan Toorop onder andere "'k Ben nu geen vrouw; ik ben nu enkel dichter" en aan Verwey onder andere "Ik wil niet meer als vroeger tot U gaan". In deze gedichten etaleerde ze haar intense behoefte dichter(es) te worden.
Een van de sonnetten aan Toorop werd in 1892 gepubliceerd en in 1893 verschenen zes van haar sonnetten in De Nieuwe Gids. Haar roem was onmiddellijk gevestigd. Kloos schreef haar: "Laat mij maar dadelijk zeggen, dat u de grootste dichter is, die op 't ogenblik leeft". In diezelfde tijd maakte ze kennis met het werk van Herman Gorter.
Op 28 juni 1892 kwamen haar vader en haar jongere zuster om het leven door een ongeluk. Kort daarna werd ze ten huize van Albert Verwey voorgesteld aan de beeldend kunstenaar Richard Roland Holst. Hij kende Herman Gorter goed en het duurde niet lang voor ook Henriette kennis maakte met Gorter, die toen al een gevestigd dichter was. Hij had in 1889 zijn Mei gepubliceerd. Hij raadde haar aan Plato, Dante en Spinoza te lezen.
In 1894 verschenen van Henriette Roland Holst 25 sonnetten in het eerste nummer van het Tweemaandelijks Tijdschrift van Verwey. In 1896 verscheen de bundel Sonnetten en Verzen in Terzinen geschreven. De vormgeving van de bundel werd verzorgd door Rik. Later zouden nog vele bundels volgen.

## Socialisme

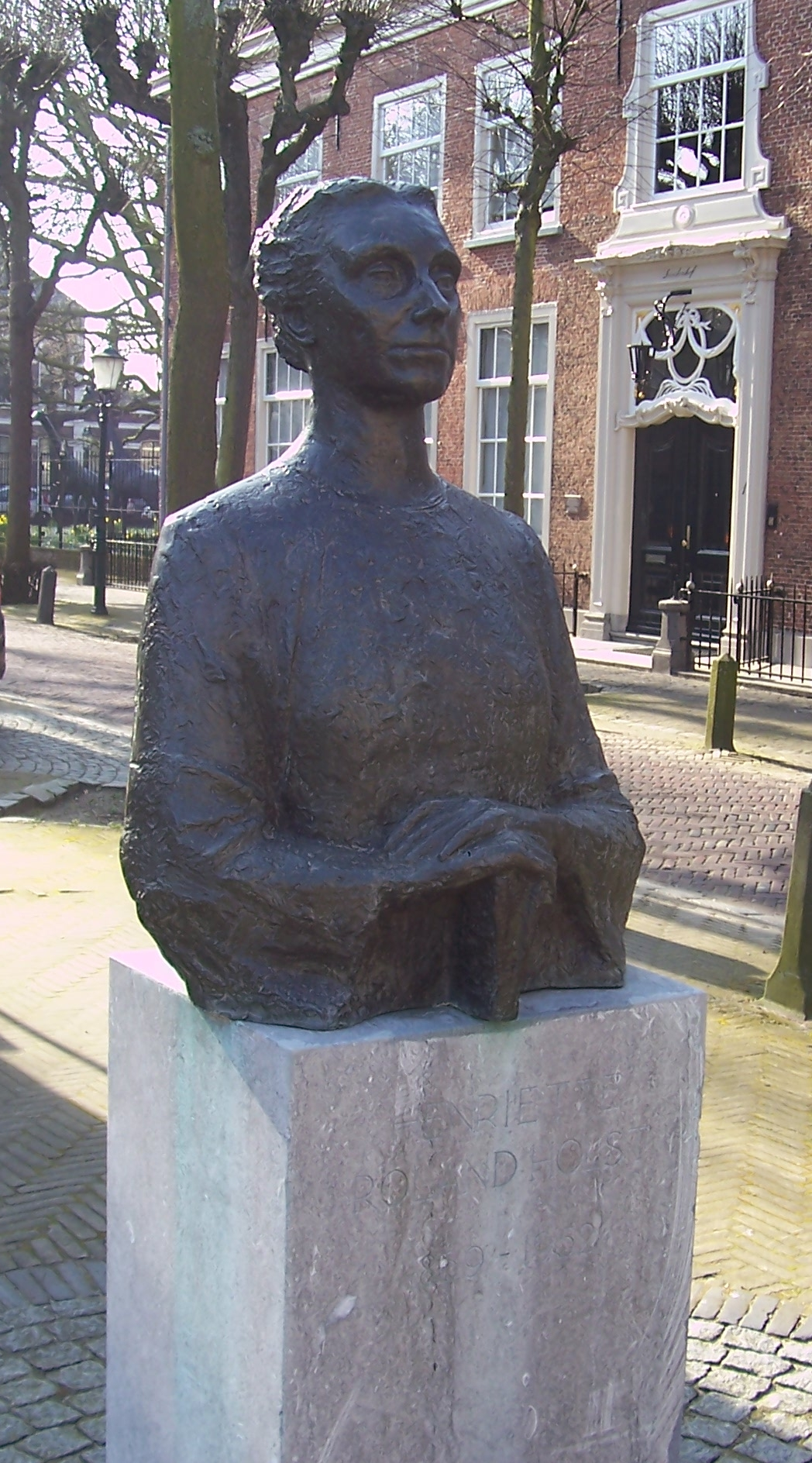
Borstbeeld van Henriette Roland Holst voor haar geboortehuis in Noordwijk

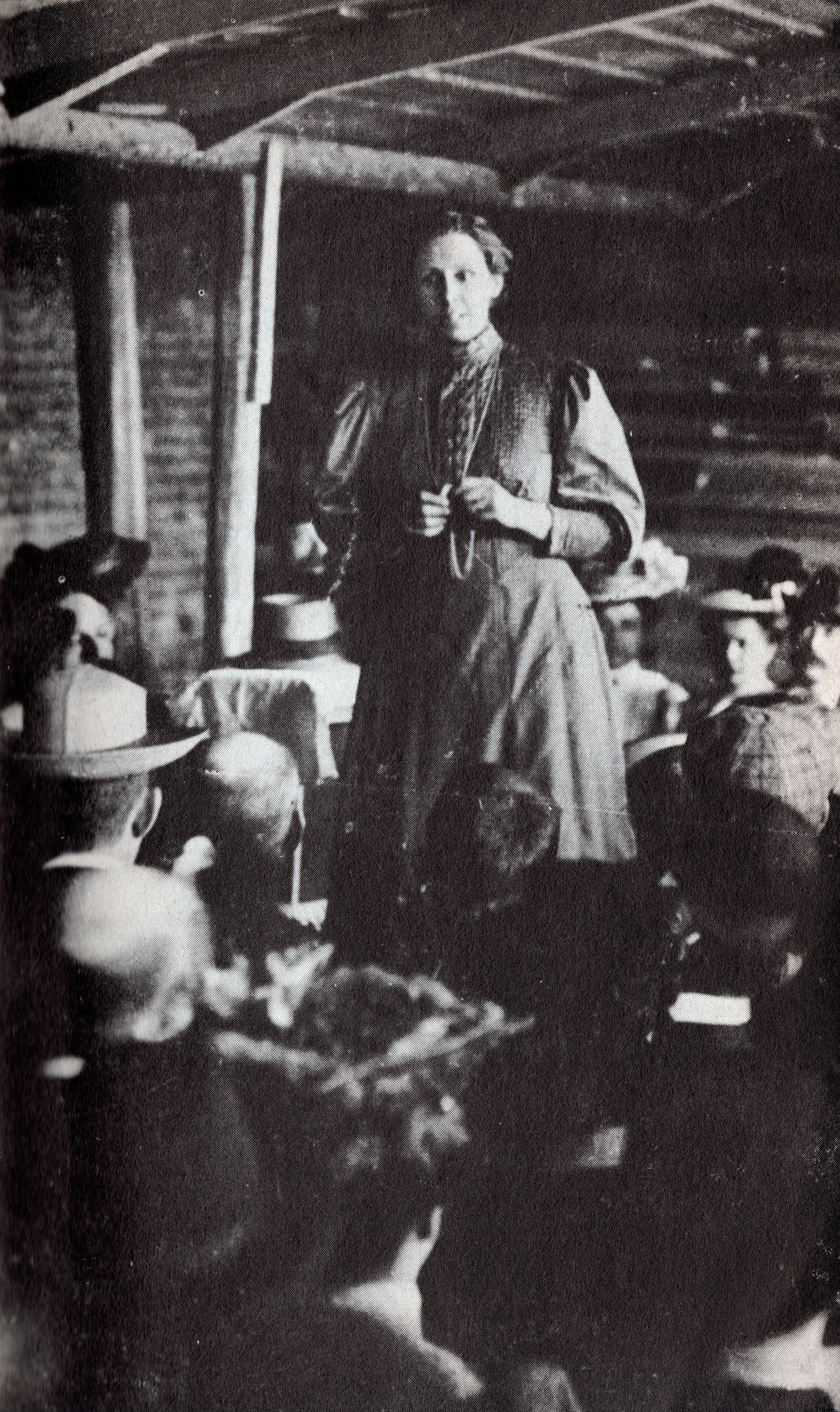
Henriette Roland Holst-van der Schalk spreekt op een bijeenkomst voor algemeen kiesrecht

Op 27-jarige leeftijd werd Henriette lid van de SDAP. Ze was daarna avond aan avond bezig in rokerige zaaltjes arbeiders op te roepen tot strijd om hun armzalige lot te verbeteren. Ze kwam in het partijbestuur en werd in 1900 afgevaardigd naar de Internationale. Op internationale congressen, onder meer de Zimmerwaldconferentie in 1915, had zij ook contact met vooraanstaande marxisten zoals Karl Liebknecht, Rosa Luxemburg en Leon Trotski. Na de Russische Revolutie werd ze communiste.
In 1911 stapte ze, als orthodox marxiste, uit de SDAP. In tegenstelling tot de meeste andere orthodoxe marxisten stapte ze niet onmiddellijk over naar de SDP (de latere CPN); tegen het advies van Rosa Luxemburg in bleef ze enige jaren partijloos. Wel richtte ze in 1915, samen met een aantal SDAP- en SDP-leden, de Revolutionair Socialistische Vereeniging op. Deze ging een jaar later in de SDP op, waarbij ook Roland Holst overstapte.
'Rode Jet' speelde ook een rol tijdens de revolutionaire woelingen van november 1918. Op 13 november trok ze met David Wijnkoop aan het hoofd van een stoet op naar de Oranje-Nassau Kazerne in Amsterdam, om zich "met de huzaren te verbroederen". Ingrijpen van de ordetroepen kostte twee doden, de enige slachtoffers van de "revolutie die niet doorging".
Henriette Roland Holst raakte gefrustreerd door de steeds toenemende interne strubbelingen binnen de CPN  en brak hiermee in 1927. Dit was echter niet het einde van haar politieke betrokkenheid. Ze sloot zich aan bij de door de oppositie net opgerichte Bond van Kommunistische Strijd- en Propagandaclubs (BKSP). In het eerste nummer van De Kommunist, het orgaan van de BKSP, schreef zij: 'In het teken der waarachtigheid. Tegen leugen en bedrog als specifiek communistisch strijdmiddel'. Haar opvattingen over ethiek werkte zij nader uit in Communisme en moraal (Arnhem 1925). Daarnaast onderhield ze ook goede relaties met Indonesische nationalisten die in de jaren twintig als student in Nederland verbleven, waaronder Mohammad Hatta. Samen met Hatta nam ze deel aan het oprichtingscongres van de Liga tegen Imperialisme en een congres van de Ligue Internationale des Femmes pour la Paix et la Liberté in het Zwitserse Gland. Tot na de onafhankelijkheid van Indonesië in 1949 bleven Roland Holst en Hatta contact houden.

## 1928-1952: religieus-socialiste
Henriette Roland Holst kende diepe inzinkingen. Ze leed aan depressies, aanvallen van anorexia, bloedarmoede en hartziektes, maar als ze zich goed voelde, streed ze met een niet aflatende ijver voor een verbetering van de positie van arbeiders, jongeren en vrouwen.
Haar gedichten waren aanvankelijk hartstochtelijk socialistisch. Ze schreef onder andere de Nederlandse tekst voor het strijdlied De Internationale. Later kreeg haar werk een meer religieus karakter. Ze schreef toneelstukken, biografieën (van Rousseau, Gandhi en Tolstoi), journalistiek werk en hoorspelen.
Tijdens de Tweede Wereldoorlog was ze actief in het verzet, als redacteur van het verzetsblad De Vonk, later De Vlam. Hoewel ze rijk was, kon ze zeker geen 'salonsocialist' worden genoemd. Haar rijkdom stond echter wel in schril contrast met het door haar uitgedragen orthodoxe marxisme. Tijdens steeds strenger wordende censuur die het Nederlands onderwijs trof tijdens de bezettingsjaren, werd haar De nieuwe geboort op last van het departement van Onderwijs, Wetenschap en Cultuurbescherming in september 1942 geplaatst op de lijst van verboden lesmiddelen.
Aan het eind van haar leven schreef ze de autobiografie Het vuur brandde voort. Ze overleed op 82-jarige leeftijd. Voor haar geboortehuis in Noordwijk is in 1969 een borstbeeld geplaatst.

## Prijzen
- 1934 - Prijs voor Meesterschap voor haar gehele oeuvre
- 1949 - Prijs voor kunsten en wetenschappen voor haar gehele oeuvre

### Eredoctoraat

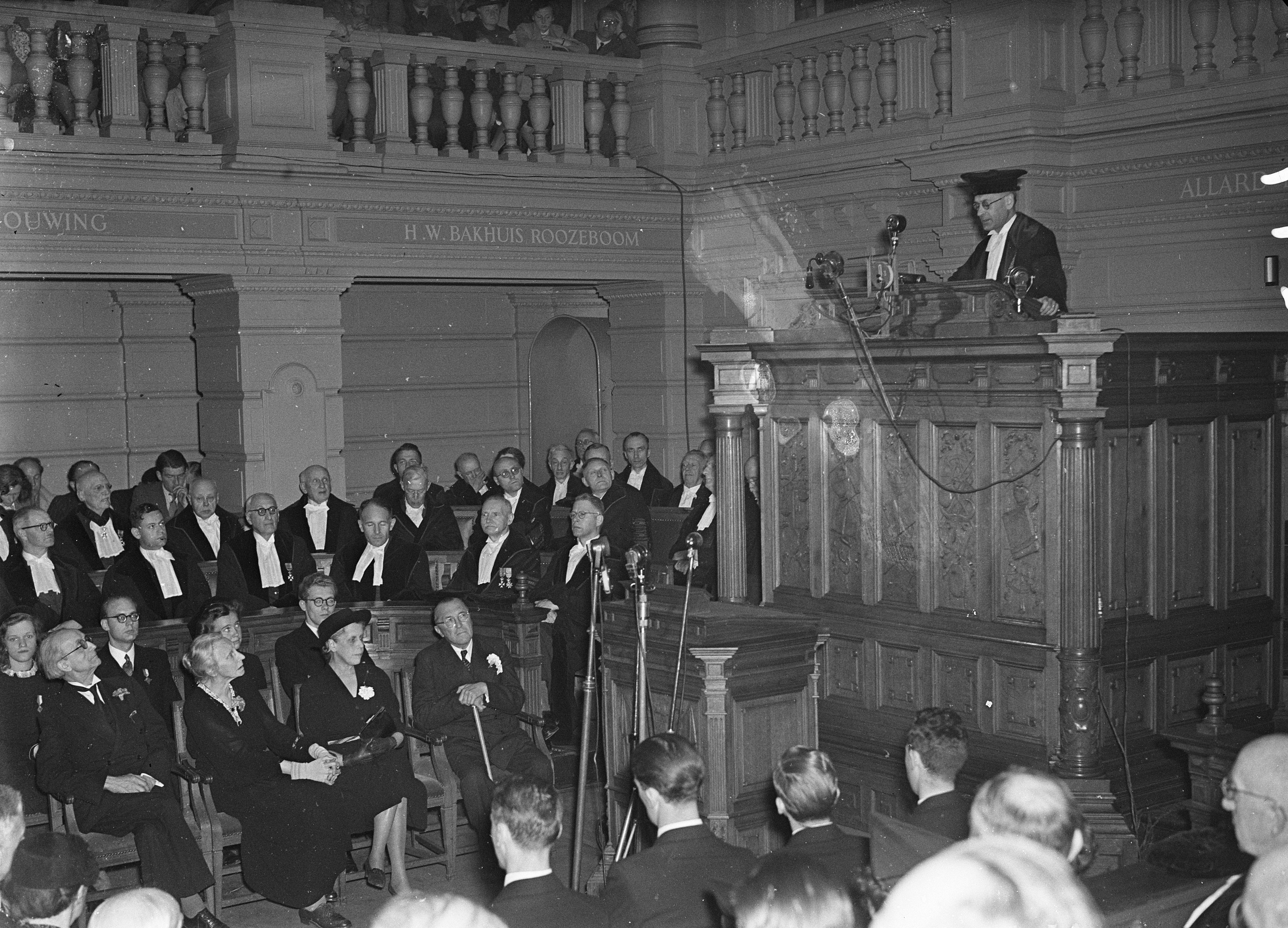
Eredoctoraat Universiteit van Amsterdam (1947)

Op 20 mei 1947, ter gelegenheid van de driehonderdjarige herdenking van de sterfdag van Pieter Cornelisz. Hooft, ontving Henriette Roland Holst, samen met Kamiel Huysmans, Pieter Nicolaas van Eyck en Herman Teirlinck een eredoctoraat aan de Universiteit van Amsterdam. Prof. dr. J.M. Romein, die als promotor van Henriette Roland Holst (en van Kamiel Huysmans) optrad, begon zijn toespraak met te vermelden dat de onderscheiding haar door de Faculteit der Letteren en Wijsbegeerte werd toegekend vanwege haar uitnemende verdiensten voor de Nederlandse letteren inzonderheid voor de poëzie en voor de geschiedenis. Wat betreft die verdiensten voor de Nederlandse letteren stelde hij: “gij zijt onze grootste dichteres en meer: een van de grootste dichteressen aller tijden.” Inzake haar verdiensten voor de geschiedenis - waarover Romein meende tenminste met enig gezag te kunnen oordelen - belichtte Romein uit het “overrijke oeuvre” van de promovenda drie titels, die haar het meest typeerden: haar biografie van Tolstoi, haar Revolutionaire Massa-aktie en haar Kapitaal en Arbeid in Nederland. Van deel 1 van het laatste boek zegt Romein: “Uw kapitaal en arbeid I uit 1902 is een meesterwerk, in opzet en van uitvoering.
Uit het archief met nominaties voor de Nobelprijs voor de Literatuur bij de Zweedse Academie blijkt dat Henriette Roland Holst in 1939 en 1950 genomineerd is geweest voor de Nobelprijs.

## Werken

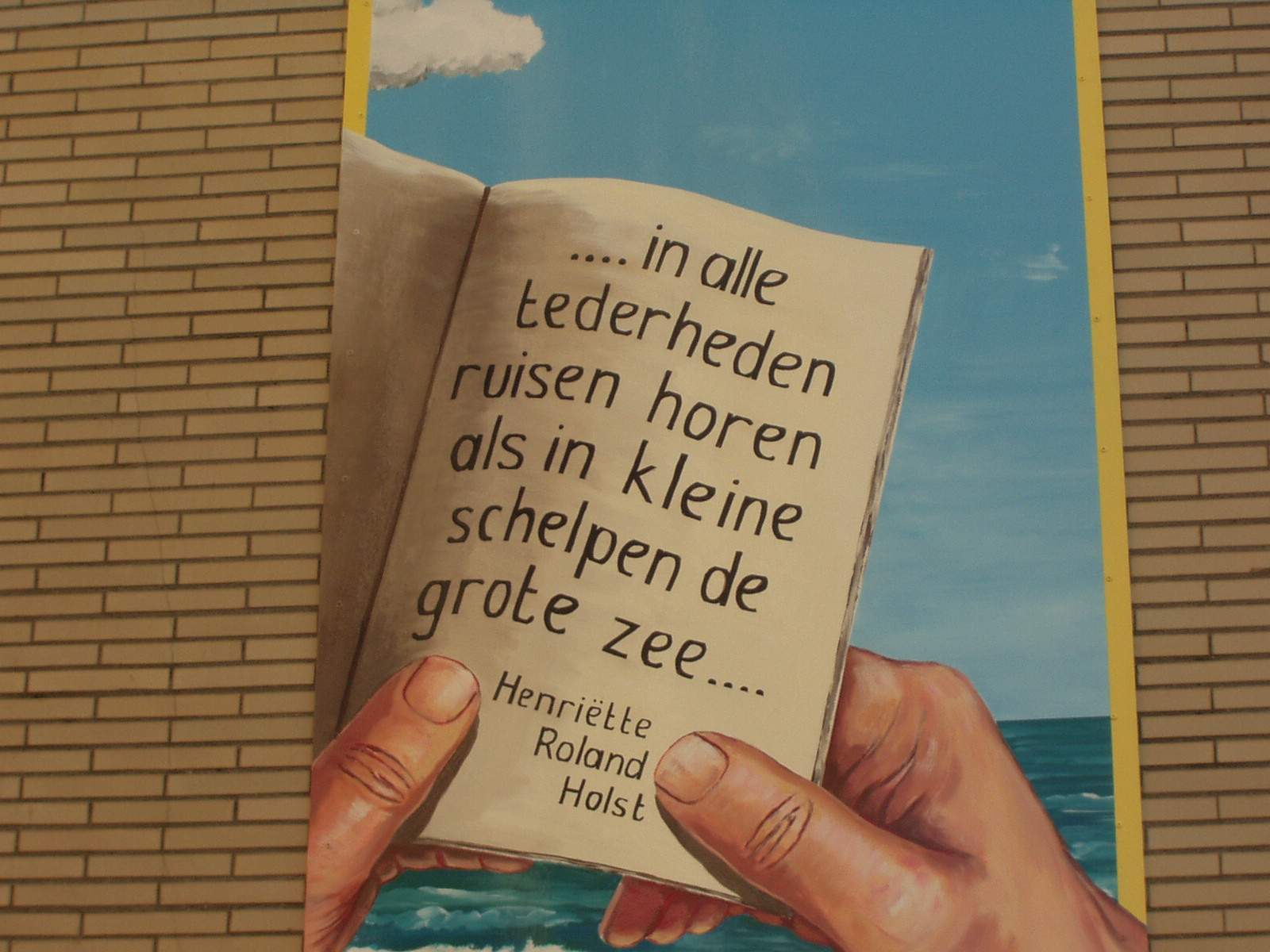
Kunstwerk van Joke C. Bos, ‘Poëzie aan de muur’, met tekst van Henriette Roland Holst.

### Lyrische poëzie
- Sonnetten en Verzen in Terzinen geschreven; oorspronkelijke uitgave (grafische verzorging door Richard Roland Holst): Scheltema en Holkema's Boekhandel, Amsterdam 1896. Herdrukt in eenvoudiger vorm bij W.L. en J. Brusse, Rotterdam in 1913 en 1922 en bij BZZTôH, 's-Gravenhage 1983.
- De nieuwe geboort (1902); vijfde druk: 1928
- Opwaartsche wegen (1907); derde druk: 1921
- De vrouw in het woud (1912); derde druk: 1923
- Het feest der gedachtenis (1915); tweede druk: 1917
- Het pantheon der menschheid, (1915); tweede druk: 1919, met gedichten in Fransch en Duitsch
- Verzonken grenzen (1918); tweede druk: 1920
- Tusschen twee werelden (1923)
- Verworvenheden (1927); derde druk: 1929
- Vernieuwingen (1929)
- Keur uit de gedichten (1928), verzameld en van een inleiding voorzien door S.A. Baelde. Met twee portretten.
- Tusschen tijd en eeuwigheid (1934)
- Garmt Stuiveling (ed.): Jeugdwerk (1884 – 1892), 1969

### Dramatische poëzie

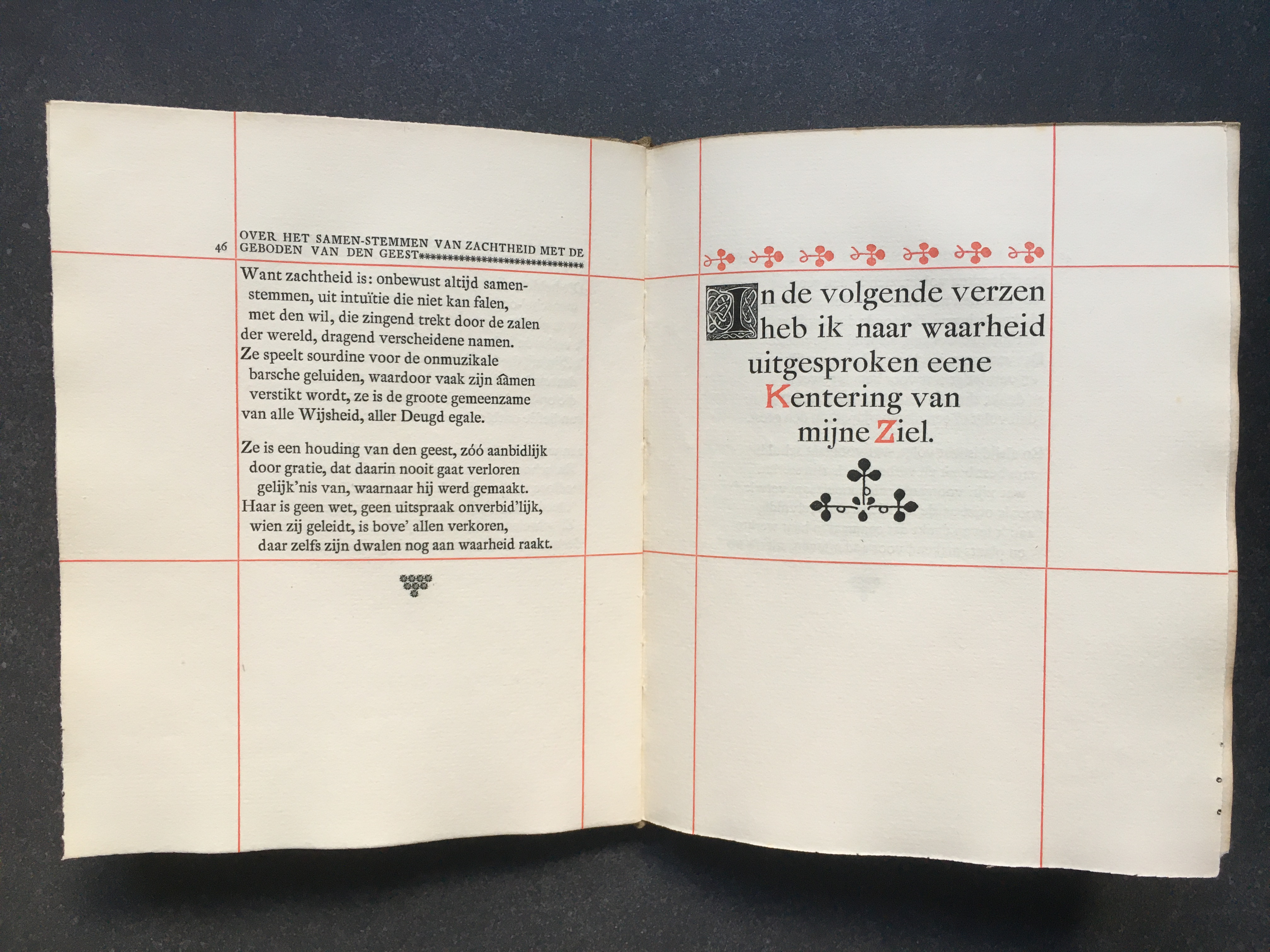
Sonnetten en verzen in terzinen geschreven

- De opstandelingen, 1910, 3e druk: 1918
- Thomas More (1912); Zeven uitgaven: 1912, '16, '21, '30, '41, '48, '57) vierde druk: 1930[7]
- Het offer (1921)
- De kinderen. Een feestelijk spel (1922)
- Arbeid. Een spel tot inwijding (1923), opgenomen in: Tusschen twee werelden (1923)
- Kinderen van dezen tijd. Een leekenspel (1931); tweede druk: 1931
- Wij willen niet. Een anti-oorlogsspel (1931)
- De moeder: leekespel opgevoerd t.g.v. het derde Religieus-socialistisch congres, november 1931, (1932) digitale versie op Delpher
- De roep der stad. Een leekenspel (1933)
- Der vrouwen weg. Een spreekkoor (1933)
- Gedroomd gebeuren. Dramatisch spreekkoor (1937), op uitnodiging van de AVRO in januari 1937 geschreven voor de prijsvraag voor een declamatorium, Met bibliografie van H. Roland Holst-van der Schalk, versie op delpher

### Politiek werk
- Kapitaal en Arbeid in Nederland, Amsterdam 1902; vierde druk, uitgebreid met een tweede deel: Rotterdam 1932.
- De groote spoorwegstaking, de vakbeweging en de SDAP, Den Haag 1903. Over de spoorwegstakingen van 1903
- Algemeene werkstaking en sociaaldemocratie, Rotterdam 1906. Dit werk verscheen al 1905 in het Duits, met een voorwoord van Karl Kautsky.
- De opstandelingen, Een lyrisch treurspel in drie bedrijven, Amsterdam 1910. Een lyrisch werk over de Russische Revolutie van 1905.
- De philosophie van Dietzgen en hare beteekenis voor het proletariaat, Rotterdam 1910. Eerst in het Duits verschenen, daarna door Sam de Wolff vertaald.
- Revisionistische en Marxistische tactiek in de kiesrecht-beweging, Rotterdam 1910. Een polemiek tegen het revisionistisch socialisme van Troelstra inzake het stemrecht.
- J. J. Rousseau. Een beeld van zijn leven en werken, Wereldbibliotheek Amsterdam 1912, tweede druk: 1918
- De Maatschappelijke ontwikkeling en de bevrijding van de vrouw, 1914.
- De strijdmiddelen der sociale revolutie, Amsterdam 1918.
- De revolutionaire massa-aktie. Een studie, Rotterdam 1918. digitale versie op Delpher
- De daden der Bolschewiki, Amsterdam 1919. Geschreven ter verdediging van de Bolsjewieken.
- De held en de schare : (een verbeelding van Garibaldi en de Italiaansche vrijheidsbeweging), (1e druk1920) digitale versie Delpher
- Verslag van het Derde Internationale Communistische Congres, 1921. Over het derde congres van de Comintern.
- Uit Sowjet-Rusland, 1921. Beschrijving van haar reis naar de Derde Internationale
- Uit Sowjet-Rusland. Beelden en beschouwingen, 1921, 2e druk 1922
- Over dramatische kunst, met 30 afbeeldingen en een register
- Over leven en schoonheid. Opstellen over aesthetische en ethische onderwerpen, 1925[8]
- Communisme en moraal, Arnhem 1925.
- Gandhi (Ploegsma, 1947)
- Herman Gorter, Amsterdam 1933. Biografie.
- Rosa Luxemburg. Haar leven en werk, Rotterdam 1935. Digitale versie DBNL

- Bibsys: 98007219
- Bibliothèque nationale de France: cb120345817 (data)
- Biografisch Portaal: 33247269
- CiNii: DA07893108
- Digitale Bibliotheek voor de Nederlandse Letteren: rola003
- Gemeinsame Normdatei: 119020181
- International Standard Name Identifier: 0000 0001 2021 0169
- Library of Congress Control Number: n79076439
- Nationale Bibliotheek van Letland: 000179543
- Nationale Bibliotheek van Tsjechië: jn20010316151
- Nationale bibliotheek van Australië: 35567547
- Nationale Bibliotheek van Israël: 987007271607805171
- Nederlandse Thesaurus van Auteursnamen: 068838700
- Réseau des bibliothèques de Suisse occidentale: 02-A000138950
- RKD-Nederlands Instituut voor Kunstgeschiedenis: 455025
- LIBRIS: 87650
- SNAC: w6836ktd
- Système universitaire de documentation: 028527496
- Trove: 998769
- Virtual International Authority File: 12324221
- WorldCat: E39PBJmP9b6QxGMY7mKCkYMwYP